# Eplerenona
Eplerenona é uma substância que funciona como antagonista da aldosterona.
No estudo EPHESUS, o bloqueio da aldosterona em pacientes com insuficiência cardíaca ou diabetes reduziu importantes desfechos clínicos (morte de todas as causas, morte súbita, morte cardiovascular e ré-hospitalização) em pacientes com IAM com supra do segmento ST, principalmente se iniciado em < 7 dias do IAM.
Considere iniciar a eplerenona cerca de 3 a 7 dias após o IAM (classe I/evidência B):
- Somente se potássio < ou = a 5 mEq/mL, creatinina < ou = a 2,5 mg/dL nos homens e < 
ou = a 2 mg/dL em mulheres.
- Se o paciente tiver: fração de ejeção < ou = a 40% e diabetes ou insuficiência cardíaca. 
- Dose inicial: 25 mg/dia, podendo aumentar para 50 mg/dia, se tolerado.

## Classificação
- CAS - 107724-20-9
- ATC - C03DA04